# Протест
Протестът (наричан също демонстрация) е публичен израз на възражение, неодобрение или несъгласие срещу идея или действие, обикновено политически. Протестите могат да приемат най-различни форми – от отделни изявления до масови демонстрации. Протестиращите могат да организират протест като начин публично да изразят мнението си в опит да повлияят на общественото мнение или правителствената политика, или могат да предприемат директни действия в опит да наложат желаните промени сами. Когато протестите са част от систематична и мирна ненасилствена кампания за постигане на определена цел и включват използване на натиск, както и убеждаване, те надхвърлят обикновения протест и могат да бъдат по-добре описани като случаи на гражданска съпротива или ненасилствена съпротива.
Различните форми на себеизразяване и протест понякога се ограничават от правителствата (например чрез изискване за получаване на разрешение за протест), от икономически обстоятелства, религиозни догми, социални структури или медиен монопол. Една от реакциите на държавата срещу протестите е използването на специални полицейски части за борба с безредиците. Наблюдателите отбелязват засилена милитаризация на този вид полиция в много държави, където тя разполага с бронирани превозни средства и снайперисти, които използва срещу протестиращите. При подобни реакции протестите могат да приемат формата на открито гражданско неподчинение, по-леки форми на съпротива срещу ограниченията или могат да се прехвърлят в други области като културата и емиграцията. Крайната форма на протест се превръща в революция.
Доказан факт е[кой го твърди?], че протестите нерядко успяват да обединят цялото общество. Също така е видно и това, че в по-голямата си част протестите успяват да постигнат напълно своите искания и своята цел в полза на цялото гражданско общество.
Срещу самия протест може да бъде противопоставен контрапротест. В такива случаи контрапротестиращите демонстрират своята подкрепа за личността, политиката, действията и т.н., които са в прицела на първоначалния протест. Между протестиращите и контрапротестиращите понякога могат да възникнат сериозни сблъсъци.

## Исторически събития
Спонтанните протести могат да прераснат и да се разраснат в гражданска съпротива, несъгласие, граждански активизъм, бунт, метеж, въстание и политическа или социална революция. Някои примери за протести включват:
- В Северна Европа в началото на XVI век започва Протестантската реформация
- В Северна Америка през XVIII век избухва Американската революция.
- В Пенсилвания през 1783 г. избухва антиправителствен протест на няколкостотин войници на Континенталната армия.
- Във Франция през 1789 г. започва Великата френска революция.
- В Хаити през 1803 г. избухва Хаитянската революция, първата успешна революция на цветнокожи срещу робството.
- Бунтът на Хеймаркет през 1886 г. е масов работнически протест за 8-часов работен ден.
- Нюйоркска стачка на шивачките от 1909 г.
- Соленият марш на Махатма Ганди от 1930 г. в знак на протест срещу британското управление в Индия.
- Маршът на Мартин Лутър Кинг от 1963 г. във Вашингтон за Работни места и свобода, ключов момент в Движението за граждански права.
- Похода „Селма до Монтгомъри“ от 1965 г., част от Движението за граждански права.
- Протести срещу войната във Виетнам.
- Безредиците в Стоунуол през 1969 г. протестират срещу лечението на хомосексуалисти в Ню Йорк.
- The People Power Revolution във Филипините
- Протестите на площад Тиенанмън от 1989 г.
- Демонстрации на Александър плац от 4 – 9 ноември 1989 г., които завършват с падането на Берлинската стена.
- Множеството протести срещу СПИН от края на 80-те и началото на 90-те години на XX век.
- Конференцията на министрите на СТО в Сиатъл от 1999 г. протестна дейност срещу Световната търговска организация.
- Протести срещу глобализацията в Прага през 2000 г.
- Протести срещу глобализацията в Генуа от 18 до 22 юли 2001 г.
- 15 февруари 2003 г. се състои антивоенният протест срещу войната в Ирак.
- Първата интифада и втората интифада в Палестина.
- Антиядрени протести
- 2007 Рали в Берсих
- 2010 политически протести в Тайланд.
- Гръцки протести (2010 – 2012)
- 2011 ирански протести.
- Арабски протести (2010 – 2012).
- 2011 Протести „Окупирай Уол Стрийт“.
- Антиправителствени протести в Турция (2013).
- Юни 2013 г. Египетски протести.
- Протести на Евромайдан в Украйна, ноември 2013 г. – февруари 2014 г.
- Протести Black Lives Matter на 13 юли 2013 г.
- Движение на чадърите в Хонг Конг 2014 г.
- 2016 протести в Южна Корея.
- 2017 протести на Jallikattu
- Протести за достъп до тръбопровода на Дакота
- 2018 г. протести в подкрепа на Томи Робинсън.
- 2018 г. Садик Хан протестира
- Протест „Марш за нашите животи“ срещу употребата на оръжия в САЩ, 2018
- Протести в Армения (2018).
- 2019 протести в Индонезия
- 2019 – 20 Хонконгски протести срещу несправедлив Закон за изменение на гражданството.
- Протести в памет на Джордж Флойд против полицейското насилие и произвол над човешкия живот 26 май 2020 г.

## Най-големият протест в историята
Към 2022 г. книгата на рекордите на Гинес посочва протеста срещу войната в Ирак от 15 февруари 2003 г. в Рим като най-големия антивоенен митинг в историята, привлякъл около 3 милиона участници. В същия ден протестиращи се събират в близо 600 града в координирани глобални усилия за изразяване на морално възмущение срещу нахлуването на САЩ в Ирак. Това включва докладвани 1,3 милиона протестиращи в Барселона, Испания, и между 750 000 и 2 милиона протестиращи в Лондон. Между 6 и 10 милиона души участват в глобалния протест. За сравнение през май 1994 в един от най-големите протести в България се включват 751 хиляди българи.

## Форми на протест
Протестът може да приеме различни форми.  Проектът Dynamics of Collective Action и проекта Global Nonviolent Action Database са две от водещите усилия за събиране на данни, опитващи се да заснемат протестни събития. Проектът „Динамика на колективните действия“ разглежда репертоара на тактиките на протеста (и техните дефиниции), който включва: 
- Митинг-масово събрание за обсъждане на политически или други въпроси, които вълнуват обществото и са свързани с живота му[12].
- Демонстрация-масово шествие за израз на обществено-политически настроения[13].
- Поход: Препратка към преместване от едно място на друго; да се различава от въртене или ходене в кръг със знаци за стачка (което е стачка).
- Бдение. Повечето бдения имат знамена, плакати или листовки, така че хората, които минават, въпреки мълчанието на участниците, да бъдат информирани за целта на бдението.
- Пикетиране: Модалната дейност е стачкуване; може да има препратки към стачна линия, информационни стачки или знаци за провеждане, „носене на знаци и разходка в кръг“. Държането на знаци, плакати или банери не е определящият критерий; по-скоро държи или носи тези предмети и върви по кръгъл маршрут, понякога изненадващо срещан в заявлението за разрешение.
- Гражданско неподчинение: Изричен протест, който включва умишлено нарушаване на законите, считани за несправедливи, за да се протестира срещу тях; пресичане на барикади, забранено използване на обособени съоръжения (като гишета за обяд или тоалетни), дискове за регистрация на избиратели (за да се спечели правото на глас на хората, които нямат право на участие) или обвързване на телефонни линии.
- Церемония: Те празнуват или протестират за преминаване на статута, вариращи от датите на раждане и смърт на лица, организации или държави; сезони; преназначаване или въвеждане в експлоатация на военнослужещи; или към годишнини на някое от горепосочените. На тях понякога се споменава чрез поднасяне на цветя или венци за възпоменание, посвещаване или празнуване на преходите за статут или тяхната годишнина; например годишна мемориална служба за търговски морски празници, празнуване на Ханука или Великден или празнуване на рождения ден на Мартин Лутер Кинг младши.
- Драматургична демонстрация
- Автоколона: Шествие с превозни средства се прави по предизборни кампании или относно други обществени въпроси.
- Разпространение на информация: Събиране на табели / петиции, лобиране, кампании за писане на писма или обучения.
- Символична проява: напр. Сцена на менора или ясла, графити, изгаряне с кръст, знак или постоянен дисплей.
- Атака от колективна група (без да включва физическо нападение или каквото и да е престъпление.) Мотивацията за атака е „идентичността на другата група“, както при гей сбиване или линч като включва само вербални атаки и заплахи.
- Бунт-Стихийно вълнение срещу властта или срещу установения ред; размирица, смут, метеж[14].
- Протест срещу забавяне, забавяне, болни и работа на служители от всякакъв вид: Редовна въздушна стачка поради неуспех на преговорите или въздушна стачка на дива котка.
- Бойкот: Организиран отказ за закупуване или използване на продукт или услуга. Примери: стачки под наем, бойкоти на автобуси в Монтгомъри.
- Пресконференция: Само ако е конкретно посочено като такова в доклада и трябва да бъде преобладаващата форма на дейност. Може да включва разкриване на информация, за да „образова обществеността“ или да повлияе на различни лица, вземащи решения. *Съобщение за създаване на организация или съобщение за събрание: Събрание или пресконференция за обявяване на създаването на нова организация.
- Конфликт, атака или сблъсък (без подбудител): Това включва всеки граничен конфликт, в който не може да бъде идентифициран подбудител, т.е. черно-бели конфликти, конфликти за аборт / борба с аборта.
- Молитвена разходка: Молитвената разходка е дейност, която се състои от ходене и молитва едновременно. Това се прави не за физическа полза, а за духовно упражнение, или публично функциониращо като демонстрация или митинг.